# Gut Jarlsberg

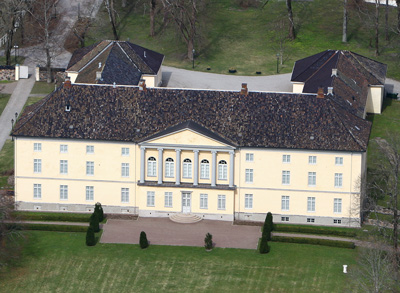
Herrenhaus Jarlsberg

Gut Jarlsberg ist ein ehemaliges Krongut in der Kommune Tønsberg, Norwegen, und heute als stattlicher Herrensitz der Familie Wedel-Jarlsberg bekannt.
Das Gut „Sem“, das zuvor der Propstei Tønsberg gehört hatte, wurde im Zuge der Reformation vom dänisch-norwegischen König konfisziert und um einige umliegende Höfe erweitert.

## Die Grafschaft

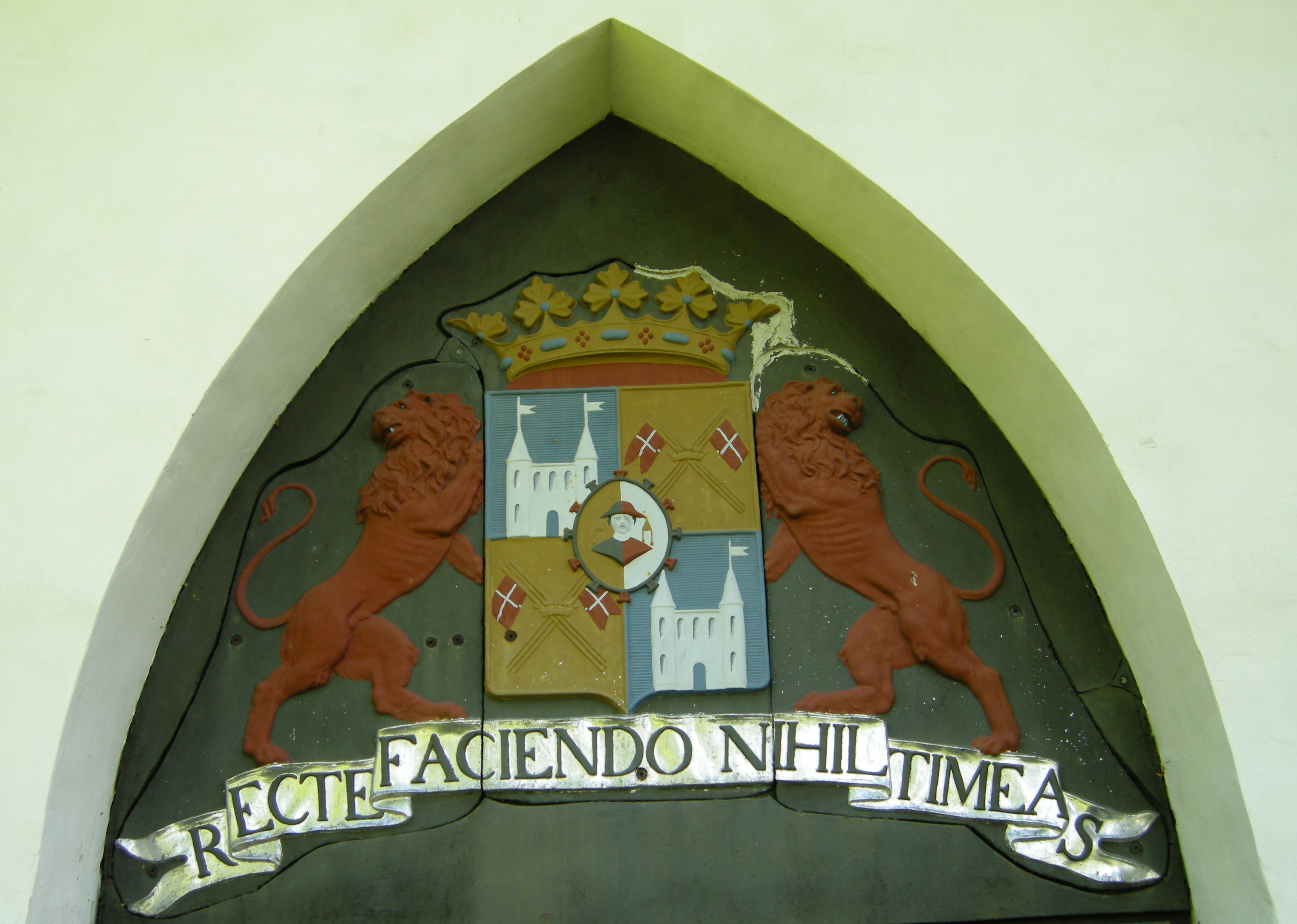
Wappen derer von Wedel

Im Zuge eines Gütertauschs erhielt der Amtmann von Tønsberg und spätere Premierminister Dänemarks Peder Schumacher Griffenfeld, der 1671 in den Grafenstand erhoben worden war, 1673 dieses Krongut, das nun in „Griffenfeldgård“ umbenannt wurde. Es ist die zweite und letzte Grafschaft (nach der Grafschaft Laurvig (= Larvik) von 1671). 1675 wurde das Gut erweitert und erhielt den Namen „Grafschaft Tønsberg“. Griffenfeld erhielt außerdem den Lehnsherrensitz „Sem“ geschenkt, der nun Griffenberggård hieß. Griffenfeld hatte das Besetzungsrecht für alle Kirchen der Grafschaft und für die Kirche Slagen bei Tønsberg, das Besetzungsrecht für alle Ämter der Grafschaft sowie die Einnahmen aus vielen öffentlichen Abgaben. Später erhielt der Graf das Eigentum an allen Kirchen der Grafschaft. Dem Grafen gehörte 14 % des Grundbesitzes. Die Grafschaft erstreckte sich von Drammen im Norden bis Tassebek in Stokke im Süden.
Nach der Verurteilung Griffenfelds 1676 wurde das Gut eingezogen und mit ihm der Inhaber der Grafschaft Laurvig, der Statthalter Ulrik Fredrik Gyldenløve belehnt. 1683 verkaufte dieser die Grafschaft unter dem Namen „Grafschaft Jarlsberg“ an den Feldmarschall Gustav Wilhelm Graf Wedel. Seine Nachkommen, die Grafen von Wedel-Jarlsberg, besitzen die Grafschaft noch heute. Auf Grund des Adelsgesetzes von 1821 hörte sie mit dem Tode des letzten Grafen Peder Anker Wedel Jarlsberg 1896 auf eine Grafschaft zu sein. Es wurde zum Stammhaus für alle Mitglieder der Familie Wedel-Jarlsberg mit Ältestenerbrecht. Mit gesetzlicher Erbfolgeregelung auf Wunsch des Besitzers Carl Nicolaus Wedel Jarlsberg wurde mit Gesetz von 1927 die Erbfolge auf die männlichen Nachkommen der gegenwärtigen norwegischen Linie beschränkt. Dieses Gesetz schloss die zahlreichen in Deutschland lebenden Nachkommen vom Betretungsrecht aus. Das Gesetz bestimmte weiter, dass bei Aussterben des Geschlechts im Mannesstamm der Stammsitz der Universität Oslo zufallen solle. Mit Gesetz von 1999 wurde die weibliche Erbfolge wieder eingeführt. Das Grundeigentum blieb nicht bei den Besitzern. Vielmehr wurde 1750 gestattet, Kirchen und Grundstücke zu verkaufen, so dass der Grundbesitz 1775 von 14 % auf nunmehr 5 % gesunken war. Der Familienfideikommiss Jarlsberg wurde wie alle Fideikommisse in Skandinavien abgewickelt. Aber es hat eine einzigartige rechtliche Position, indem es das einzige Ältestenerbrecht hat, das gesetzlich aufrechterhalten worden ist.

## Das Stammhaus

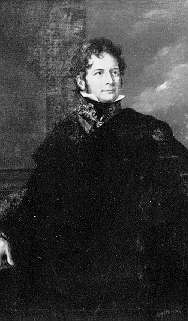
Graf Johan Caspar Herman Wedel-Jarlsberg

Das Stammhaus von Jarlsberg liegt auf dem Grund, der aus der Sagazeit als Sæheim (Sem) bekannt ist. Dort saß nach der Ynglingasaga des Snorri Sturluson der Kleinkönig über Vestfold und Romerike Øystein Halvdansson († 770). Die älteste noch bestehende Anlage ist „Farmannshaugen“, ein großer Grabhügel, der für den Sohn Harald Hårfagres Bjørn Farmann († 927), Kleinkönig über Vestfold, errichtet worden sein soll. Ausgrabungen haben aber ergeben, dass sich in dem Hügel kein Grab befindet. Unter dem Ostflügel des heutigen Gebäudes befinden sich Gewölbe aus dem Mittelalter, in denen Erik Blutaxt seinen Bruder Bjørn Farmann getötet haben soll.
Der Lehnsmann Propst Knudsen Hørby begann 1636, das Gebäude in Stand zu setzen. Das Wohnhaus bestand aus vier aus Holz gebauten Flügeln rund um einen gepflasterten Binnenhof. Das Gebäude brannte 1682 ab. Der neue Besitzer Graf Wedel erbaute ein neues einstöckiges Wohnhaus aus Stein mit vier Flügeln und vier Eckpavillons, das 1701 fertiggestellt wurde. Graf Frederik Christian Otto Wedel (1718–1776) erhöhte den Hauptflügel auf zwei Stockwerke mit einem großen Rittersaal. Graf Johan Caspar Herman Wedel-Jarlsberg (1779–1840) baute das gesamte Schloss im Empirestil um, als er 1811 die Grafschaft übernahm. Der Nordflügel wurde abgerissen, der Rittersaal restauriert und das Hauptgebäude erhielt das heute noch bestehende Aussehen. 1939 wurde es unter Denkmalschutz gestellt.
Der Park wurde um 1720 in französischem Stil angelegt. 1840 wurde er nach dem Muster englischer Parks verändert. Zum Park gehören Waldstücke und „Store und Lille Gullkronen“ mit der Familien-Grabstätte.

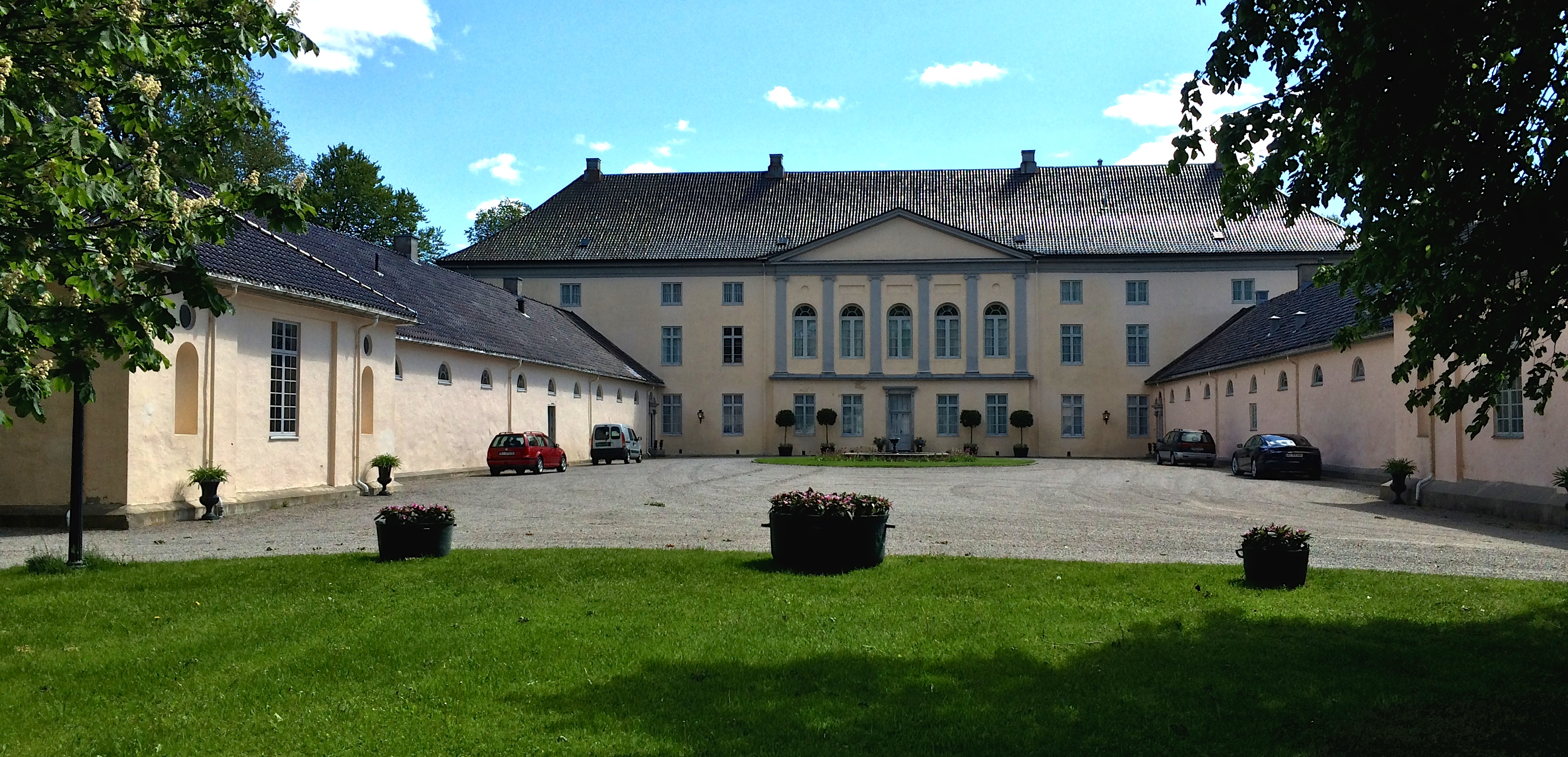
Ehrenhof
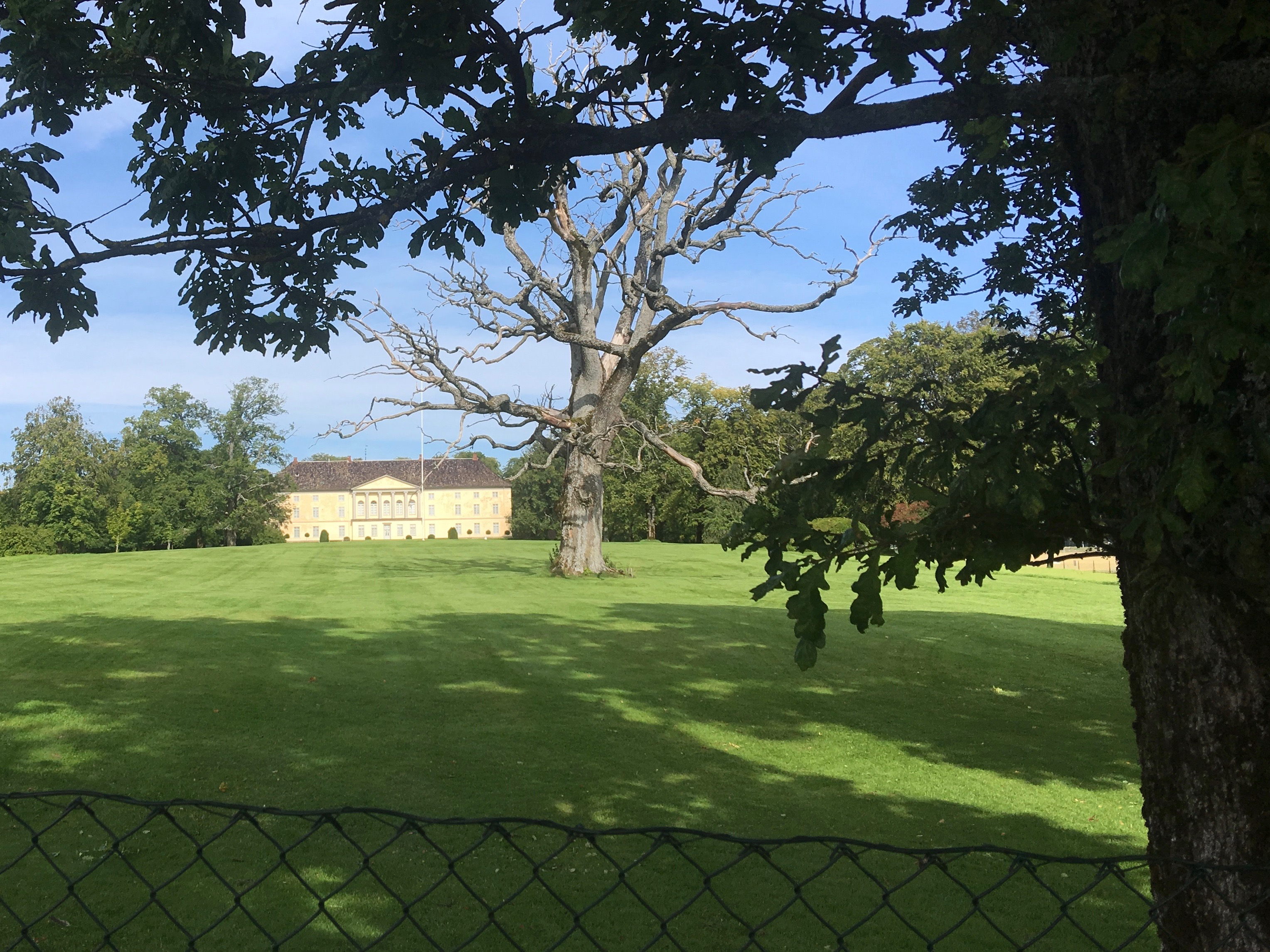
Park
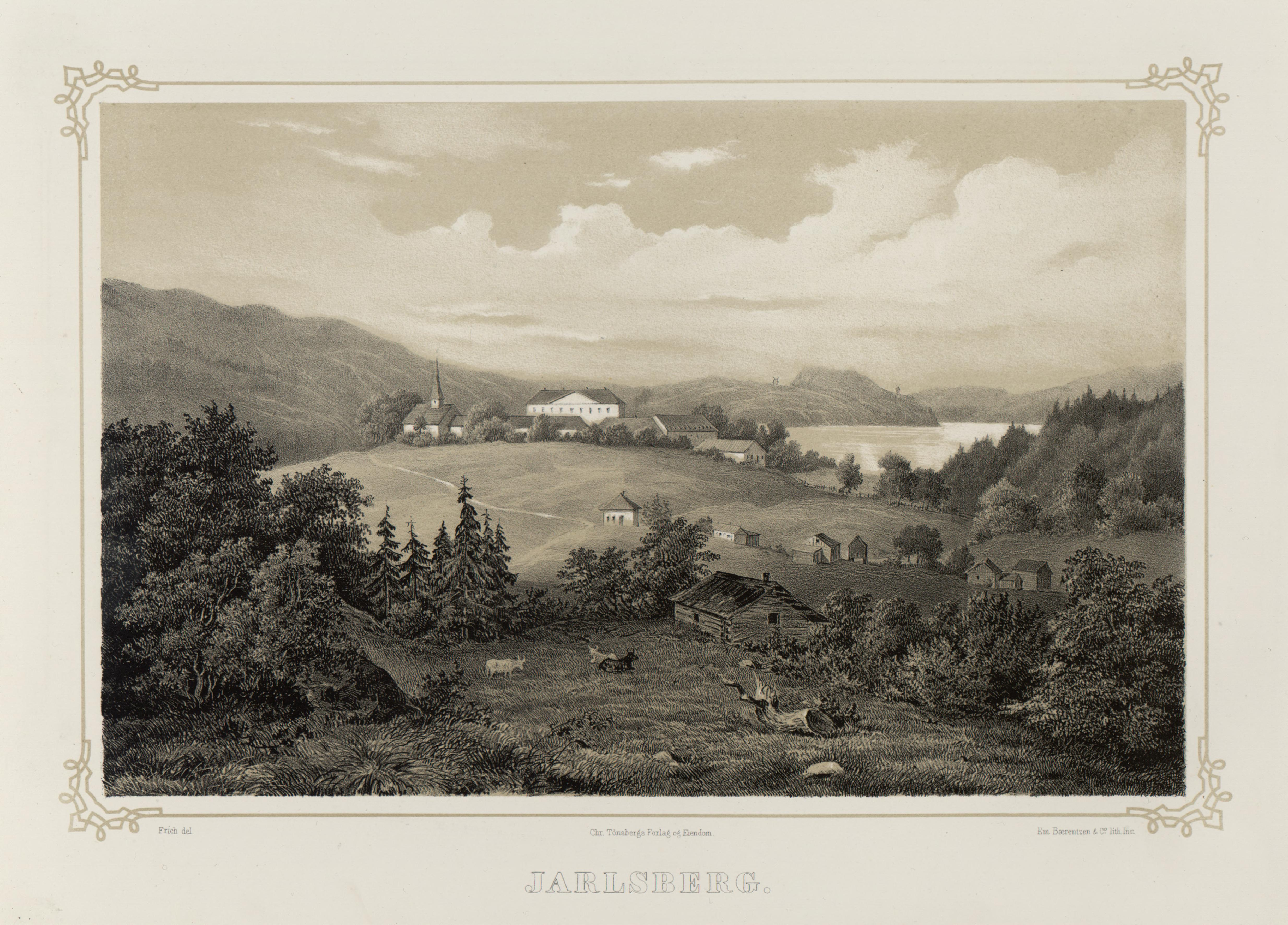
Ansicht von Jarlsberg (um 1848)